# Hollywood Bowl
Hollywood Bowl er en moderne amfiteater i Hollywood-området i Los Angeles, Californien, USA, der bruges primært til musikforestillinger. Det er det største naturlige amfiteater i USA, med en kapacitet på næsten 18.000 tilskuere.
Hollywood Bowl er kendt for sin karakteristiske bue/skal over scenen, der prydede stedet fra 1929 til 2003, før den blev udskiftet med en noget større i begyndelsen af sæsonen 2004. Skallen ligger med Hollywood Hills og de berømte Hollywood-skilt som baggrund mod nordøst.
Hollywood Bowl ("skål") refererer til formen af den konkave bakkeskråning, som amfiteatret er skåret ind i. Området ejes af Los Angeles Amt.
Los Angeles Philharmonic spiller på Hollwood Bowl i sommerperioden. 

## Eksterne links
- Wikimedia Commons har flere filer relateret til Hollywood Bowl
- Officiel hjemmeside (engelsk)

34°06′46″N 118°20′20″V / 34.11278°N 118.33889°V